# Neuville-Coppegueule
Neuville-Coppegueule é uma comuna francesa na região administrativa de Altos da França, no departamento de Somme. Estende-se por uma área de 8,66 km². Em 2010 a comuna tinha 521 habitantes (densidade: 60,2 hab./km²).